# Estación de ferrocarril de Samarcanda
La estación de Samarcanda (en uzbeko: Samarqand vokzali, en ruso: Самарканд станция) es la principal estación de ferrocarril de la ciudad de Samarcanda. Es una de las estaciones de ferrocarril más grandes de Uzbekistán, inaugurada en 1888. La terminal gestiona transporte de pasajeros y carga, y forma parte de la rama de Bujará de Ferrocarriles Uzbekos.
La primera construcción de la estación se abrió en 1888. El edificio fue reconstruido varias veces y obtuvo un aspecto moderno en la década de 1980 y restaurado en las décadas de 2000 y 2010. La estación actual está ubicada en calle 3 Beruni.

## Historia
El transporte por ferrocarril llegó a Samarcanda en 1888 como resultado de la construcción de la línea ferroviaria transcaspiana en 1880-1891 por tropas ferroviarias del Imperio ruso en el territorio de la actual Turkmenistán y la parte central de Uzbekistán. Este ferrocarril comenzó desde la ciudad de Krasnovodsk (ahora Turkmenbashi) en la orilla del mar Caspio y terminó en la estación de la ciudad de Samarcanda. Era la estación de Samarcanda que era la estación terminal del Ferrocarril Transcaspio. La primera estación de la estación de Samarcanda se abrió en mayo de 1888.

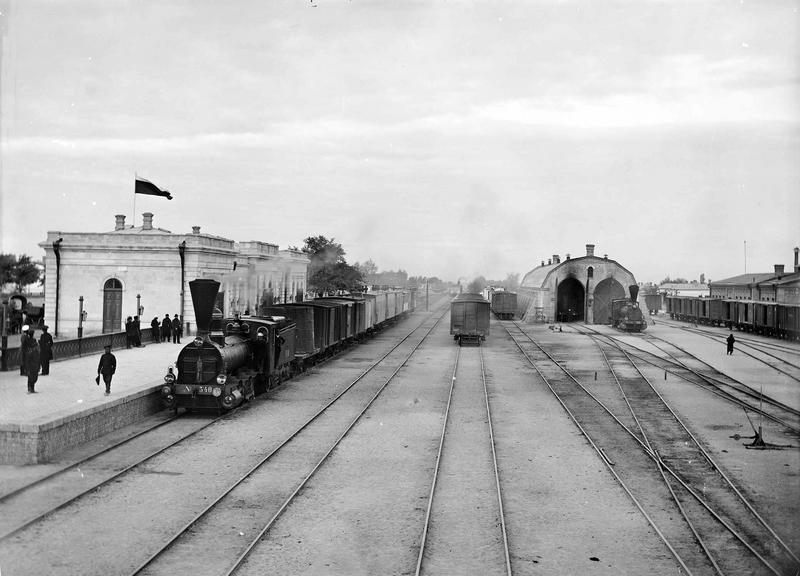
Estación de Samarcanda en 1890.

Más tarde, debido a la construcción de un ferrocarril en otras partes de Asia Central, la estación se conectó a la parte oriental del ferrocarril de Asia Central y, posteriormente, este ferrocarril se llamó Ferrocarriles de Asia Central. En los años soviéticos no se construyó una sola línea nueva antes de la estación de Samarcanda, aunque era una de las estaciones más importantes de la RSS de Uzbekistán y de toda Asia Central.
Después del colapso de la URSS y la independencia de sus repúblicas, parte del ferrocarril de Asia Central dentro de la antigua república fue a la Uzbekistán independiente, que se transformó en la empresa estatal Ferrocarriles Uzbekos. En 2003 se abrió la línea Samarcanda-Tashkent con el tren marca "Registán", a una velocidad máxima de 160 km/h. En 2011, se abrió el primer ferrocarril de alta velocidad Tashkent-Samarcanda en Asia Central. El tren de esta carretera de alta velocidad es Afrosiyob (modificación Talgo 250), con una velocidad máxima de 250 km/h. En septiembre de 2015, el ferrocarril de alta velocidad se extendió a la ciudad de Qarshi y en septiembre de 2016 a Bujará.